# بات موران
بات موران (بالإنجليزية: Pat Moran)‏ هو لاعب كرة قاعدة أمريكي، ولد في 7 فبراير 1876 في فيتشبورغ في الولايات المتحدة، وتوفي في 7 مارس 1924 في أورلاندو في الولايات المتحدة بسبب التهاب الكلى.

## وصلات خارجية
- بات موران على موقعبيزبول رفرنس.كوم (الدوري الرئيسي) (الإنجليزية)
- بات موران على موقعبيزبول رفرنس.كوم (الدوري الثانوي) (الإنجليزية)